# Nestor Serrano
Nestor Serrano (New York, 5 novembre 1955) è un attore statunitense.

## Biografia
Di origini portoricane,
Inizia la carriera alla fine degli anni 1970 in commedie Off-Broadway. Il suo aspetto di uomo forte, a volte autoritario, gli permettono di interpretare efficacemente sia personaggi di legge che malviventi. Il debutto cinematografico avviene nel 1986 nel film Casa, dolce casa?, con Tom Hanks.
Da allora, sia pure spesso in ruoli secondari, è apparso in oltre cento produzioni, sia cinematografiche (tra cui si ricordano Arma letale 2, Bad Boys, Il negoziatore, Empire - Due mondi a confronto, The Insider, Runaway Jury, The Day After Tomorrow) sia televisive (Homeland - Caccia alla spia, Alias, Law & Order - Unità vittime speciali, Criminal Minds, Dexter, The Mentalist, Burn Notice - Duro a morire, Ugly Betty).

## Vita privata
È sposato dal 2002 con l'attrice statunitense Debbie Ross. La coppia ha due figli.

## Filmografia parziale

### Cinema
- Casa, dolce casa? (The Money Pit), regia di Richard Benjamin (1986)
- Brenda Starr - L'avventura in prima pagina (Brenda Starr), regia di Robert Ellis Miller (1989)
- Arma letale 2 (Lethal Weapon 2), regia di Richard Donner (1989)
- I migliori del Bronx (Hangin' with the Homeboys), regia di Joseph B. Vasquez (1991)
- Inviati molto speciali (I Love Trouble), regia di Charles Shyer (1994)
- Bad Boys, regia di Michael Bay (1995)
- La chiave magica (The Indian in the Cupboard), regia di Frank Oz (1995)
- Daylight - Trappola nel tunnel (Daylight), regia di Rob Cohen (1996)
- Il negoziatore (The Negotiator), regia di F. Gary Gray (1998)
- Al di là della vita (Bringing Out the Dead), regia di Martin Scorsese (1999)
- Insider - Dietro la verità (The Insider), regia di Michael Mann (1999)
- Bait - L'esca (Bait), regia di Antoine Fuqua (2000)
- Empire - Due mondi a confronto (Empire), regia di Franc. Reyes (2002)
- Colpevole d'omicidio (City by the Sea), regia di Michael Caton-Jones (2002)
- Showtime, regia di Tom Dey (2002)
- La giuria (Runaway Jury), regia di Gary Fleder (2003)
- The Day After Tomorrow - L'alba del giorno dopo (The Day After Tomorrow), regia di Roland Emmerich (2004)
- The Man - La talpa (The Man), regia di Les Mayfield (2005)
- Certamente, forse (Definitely, Maybe), regia di Adam Brooks (2008)
- Un anno da ricordare (Secretariat), regia di Randall Wallace (2010)
- Act of Valor, regia di Scott Waugh e Mike McCoy (2012)
- Sniper 5 - Fino all'ultimo colpo (Sniper: Legacy), regia di Don Michael Paul (2014)
- Captain America: The Winter Soldier, regia di Anthony e Joe Russo (2014)
- Clinical, regia di Alistair Legrand (2017)

### Televisione
- Un cavallo un po' matto (Ready to Run), regia di Duwayne Dunham – film TV (2000)
- E.R. - Medici in prima linea (ER) – serie TV, 1 episodio (2002)
- CSI: Miami – serie TV, episodio 1x19 (2003)
- Law & Order - Unità vittime speciali (Law & Order: Special Victims Unit) – serie TV, episodi 2x07-6x03 (2000-2004)
- 24 – serie TV, 10 episodi (2005)
- Alias – serie TV, episodio 4x17 (2005)
- Fringe – serie TV, episodio 1x04 (2008)
- Ugly Betty – serie TV, episodio 4x15 (2009)
- Dexter – serie TV, episodi 7x11-7x12 (2012)
- Castle – serie TV, episodio 5x16 (2013)
- The Following – serie TV, 1 episodio (2013)
- NCIS - Unità anticrimine (NCIS: Naval Criminal Investigative Service) – serie TV, episodio 11x14 (2015)
- Revenge – serie TV, 5 episodi (2015)
- Bosch – serie TV, 2 episodi (2016)
- Banshee - La città del male (Banshee) – serie TV, episodio 4x02 (2016)
- The Last Ship – serie TV, 9 episodi (2016)
- APB - A tutte le unità (APB) – serie TV, 12 episodi (2017)

## Doppiatori italiani
Nelle versioni in italiano delle opere in cui ha recitato, Nestor Serrano è stato doppiato da:
- Paolo Maria Scalondro in The Day After Tomorrow - L'alba del giorno dopo, 90210, The Last Ship, APB - A tutte le unità
- Angelo Maggi in Al di là della vita, E.R. - Medici in prima linea, Law & Order - Il verdetto
- Antonio Palumbo in Criminal Minds, Bosch, Walker: Independence
- Silvio Anselmo in Insider - Dietro la verità, Captain America: The Winter Soldier
- Gaetano Varcasia in Colpevole d'omicidio, Law & Order - Unità vittime speciali (ep. 6x03)
- Paolo Marchese in X-Files, Act of Valor
- Gianni Giuliano in Cold Case - Delitti irrisolti, Blue Bloods
- Massimo Lodolo in Casa, dolce casa?
- Mauro Gravina in Arma letale 2
- Roberto Chevalier in La chiave magica
- Enrico Di Troia ne Il negoziatore
- Massimo Rossi in Profiler - Intuizioni mortali
- Andrea Ward in Un cavallo un po' matto
- Fabrizio Temperini in Law & Order - I due volti della giustizia
- Alberto Angrisano in Law & Order - Unità vittime speciali (ep. 2x07)
- Pasquale Anselmo in Witchblade
- Giorgio Favretto ne La giuria
- Ambrogio Colombo in CSI - Scena del crimine
- Fabrizio Odetto in CSI: Miami
- Cesare Rasini in Law & Order: Criminal Intent
- Rodolfo Bianchi in 24
- Stefano Mondini in Alias
- Vladimiro Conti in Fringe
- Luca Biagini in The Good Wife
- Oliviero Dinelli in Burn Notice - Duro a morire
- Emanuele Vezzoli in Certamente forse
- Franco Mannella in Un anno da ricordare
- Mauro Magliozzi in The Mentalist
- Stefano Benassi in Undefeated
- Fabrizio Russotto in Dexter
- Paolo Buglioni ne Il risolutore
- Massimo Bitossi in Castle
- Antonello Governale in Sniper 5 - Fino all'ultimo colpo
- Stefano De Sando in NCIS - Unità anticrimine
- Eugenio Marinelli in Banshee - La città del male
- Ennio Coltorti in Revenge
- Lucio Saccone in Clinical
- Saverio Moriones in Shooter
- Carlo Valli in FBI